# Ctenichneumon phragmitecolator
Ctenichneumon phragmitecolator là một loài tò vò trong họ Ichneumonidae.